# Espiga (1934)
Espiga fou una revista mensual de temàtica religiosa publicada a Tarragona entre 1934 i 1935. Era la publicació portaveu de l'associació Joventut Catòlica Femenina d'Acció Catòlica.

## Història
L'aparició de la revista Espiga, el gener de 1934, coincidí amb la presidència de l'associació d'Isabel d'Orovio. La revista de temàtica religiosa volia reflectir la idea de l'església cristiana i en concret de la Diòcesi de Tarragona, propietària de la publicació. Segons es recull en el núm.5 de la mateixa revista, el fundador sembla que hauria estat Josep Cartanyà i Inglés bisbe de Girona. A l'editorial del núm.1, es diu:
| «                          | Necessàriament entre els membres d’una societat que treballen per un mateix fi, deu haver-hi íntima comunicació i canvi d’impressions (...) Espiga el periòdic d’Acció Catòlica serà la llaçada que uneix els nostres esperits (...) portarà (...) el resum de la tasca apostòlica realitzada per les germanes... | » |
| — Editorial, Espiga, núm.1 | |   |

Polemitzà amb les idees que s'apartaven de l'ideari i moral cristiana: criticaven la moda, el Carnaval…però no es referien a cap altre diari amb qui poguessin rivalitzar.
L'Administració i redacció estava ubicada al C. Armanyà, 11 2a. La impressió era obra de Suc. de Torres & Virgili de Tarragona.
Pel que fa als col·laboradors habituals i destaquen: Concepció Fuster, Maria Rebull, Pilar Basora (aspirant), Pilar Simó, Josepa Franquet, Pilar Tuset, Eulàlia Bravo, Mercè Enrich, Maria Boronat, María del Claustro.
Algunes seccions habituals eren: “Vida diocesana” on s'informava de l’activitat i la marxa de diferents seccions de JCF de tots els pobles de la demarcació de Tarragona; “Aspirants de JCF” comptava amb escrits i informacions sobre aquesta secció i la seva organització; “Actualitats” on es recollien notícies, normalment de les diferents seccions; “Benjamines de JCF” secció de les aspirants on es recollien notícies relacionades; “El mes litúrgic” s'informava dels actes i celebracions més importants del mes. Altres seccions serien: “Vàries”, “Bolsa de Trabajo” i “Noticiari. Efectives, Aspirants i benjamines”.
Alguns números anaven acompanyats de: fullets on es tractaven temes específics. En el núm.2 de la revista es publicà el fullet: Vida de la Beata Imelda Lambertini, i en el núm.11: Heroismo de una joven cristiana.
Pel que fa a la seva difusió era per subscripció i el marc territorial seria la demarcació de Tarragona. El nombre de lectors és difícil de determinar però s'adreçaria bàsicament a la burgesia i les classes altes.
La seva vàlua es troba en el fet que es útil per il·lustrar la moral catòlica de l'època i ens dona informació sobre les associacions: Acció Catòlica de la dona i la Joventut Catòlica Femenina. A través de la secció "Vida Diocesana", a més a més, se'ns dona informació sobre aquestes associacions en tota la demarcació de Tarragona: qui eren les persones en cada poble que formaven les juntes de la JCF i el nombre de noies que formaven cada grup.
L'últim número publicat fou el núm.13 que es correspon al 12 d'octubre de 1935.
A la Biblioteca Hemeroteca Municipal de Tarragona es conserva físicament part de la col·lecció.

## Aspectes tècnics
La revista presentava el següent format: 4 o 8 pàgines de 35 x 24,6 cm. El text es dividia en dues columnes de 10 cm. cadascuna. Les mides de la capçalera eren de 13,2 x 20,8 cm. El títol de la publicació té forma d'espiga, hi trobem també la lletra Tau (lletra grega) sobre una espiga i flors, símbol del treball i la bellesa; tot això encerclat per les paraules: "Juventut Catòlica Femenina. Tarragona". Portava com a subtítol: "Publicació d'Acció Catòlica de la dona".
Publicació bilingüe català/castellà. Un 70% els articles estaven escrits en català. Presentava il·lustracions, majoritàriament fotogravats de personalitats del món religiós. Incloïa, a vegades, publicitat, en ocasions interna i d'altres aliena a l'organització.
El preu anual era de 1,5 pessetes a la ciutat i de 2 pessetes a fora.